# طاعون لندن 1563
شهدت لندن أسوأ نوبة طاعون خلال القرن السادس عشر في عام 1563. تم تسجيل وفاة ما لا يقل عن 20136 شخصًا في لندن والأبرشيات المجاورة بسبب الطاعون أثناء تفشي المرض. هلك حوالي 24% من سكان لندن في النهاية، ولكن أثر الطاعون على الأبرشيات والأحياء غير الصحية في لندن أكثر من غيرها.

## لندن في عام 1563
كانت مدينة لندن مكتظة وغير صحية وفيها سوء مراقبة في عام 1563. حكمت الملكة إليزابيث في عامها الخامس وكافحت الحكومة مع الزيادة السكانية السريعة. على الرغم من أن الصرف الصحي كان مشكلة مستمرة، فقد مرت أكثر من عشر سنوات دون وباء الطاعون والعديد من سكان لندن المعاصرين لم يهتموا بهذا المرض. تغير ذلك في عام 1563 عندما اندلع الطاعون فجأة في ديربي وليستر ولندن مع انتشار المرض بين القوات الإنجليزية المحصنة في هافر، وهو ما أدى إلى إضعافها وتسبب في استسلامها للقوات الفرنسية.

## الطاعون في لندن

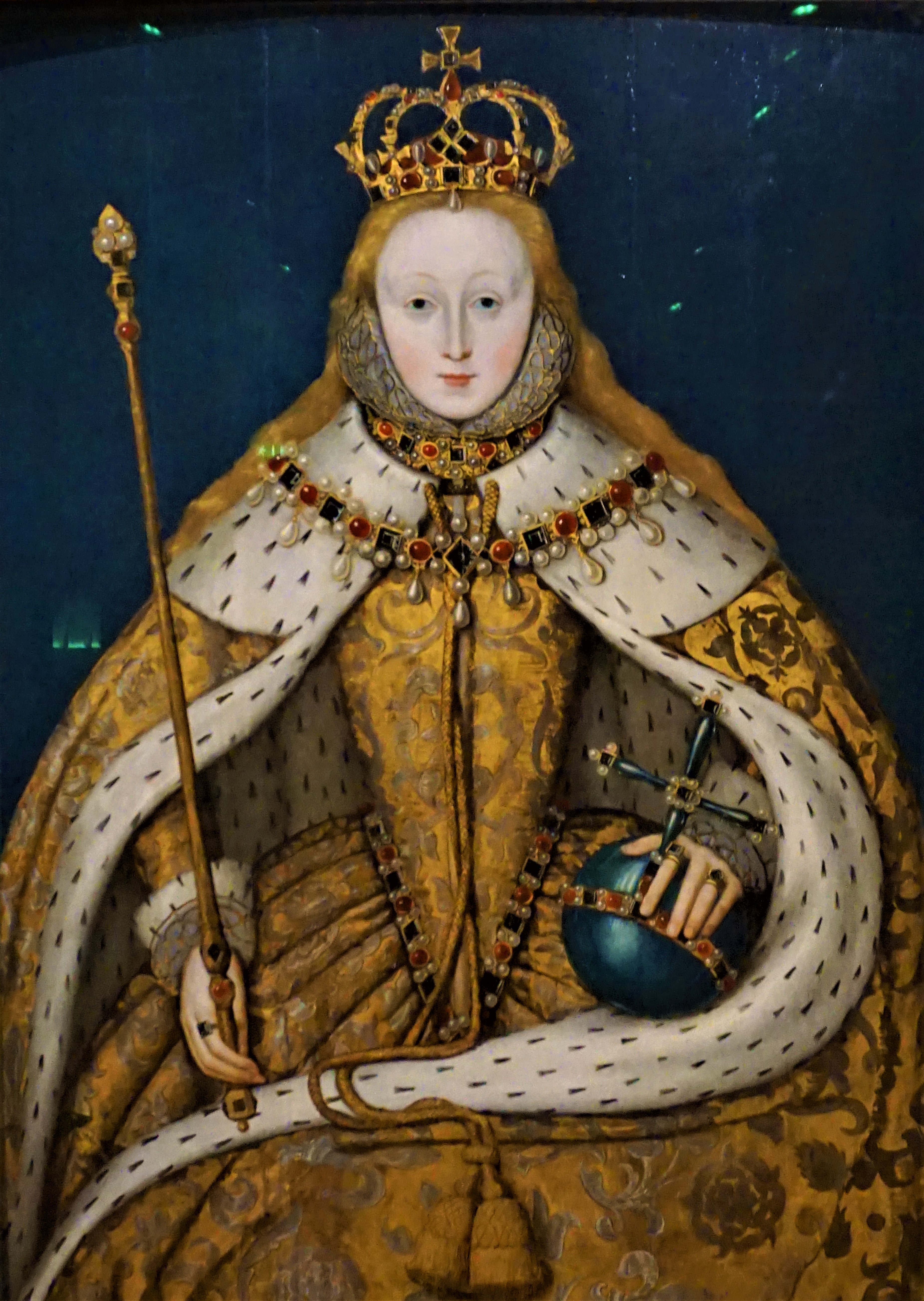
قادت الملكة إليزابيث الاستجابة للوباء بالتعاون بين الحكومة والكنيسة.

بدأت أولى حالات الطاعون في الظهور في يونيو. وفقًا لمخطوطات جون ستو المحفوظة في مكتبة لامبيث، تُظهر فواتير الوفيات الأسبوعية لعام 1563 أول 17 حالة وفاة مسجلة بسبب الطاعون للأسبوع المنتهي في 12 يونيو. بدأت إليزابيث تنسيق استجابة الحكومة للوباء من خلال توصيل الأوامر لشعبها من خلال الكنيسة. تم توجيه تعليمات الكنيسة والقيمين لإخبار أبناء الرعية المقيمين مع مرضى الطاعون بعدم القدوم إلى الكنيسة إلا بعد عدة أسابيع من تعافيهم. اتُّخِذَت إجراءات مضادة صارمة على المستوى المحلي لمكافحة الوباء مثل طلاء الصلبان الزرقاء على منازل المصابين وأوامر الحكومة بقتل ودفن جميع القطط والكلاب الضالة «لتجنب الطاعون»، مع تعيين ضباط خاصين للقيام بذلك.
كثير من الناس ما زالوا يعتقدون أن الطاعون نتج عن استنشاق أجواء فاسدة تعرف باسم "miasmas". في محاولة أخرى حسنة النية ولكنها غير فعالة على الأرجح لتطهير لندن، أصدر مجلس الملكة إليزابيث أوامر في 9 يوليو بأن يقوم جميع أصحاب المنازل في الساعة السابعة مساءً بإشعال النيران في الشارع لاستهلاك الهواء الفاسد. بدأت الحالات في الزيادة بشكل مطرد خلال الأسابيع القليلة اللاحقة، حيث قتل الطاعون 131 شخصًا من سكان لندن للأسبوع المنتهي في 3 يوليو قبل أن يرتفع بشكل حاد إلى مئات الوفيات كل أسبوع بحلول 30 يوليو. يسجل الطبيب تيودور ويليام بولين الشهادة المعاصرة لمتسول شاهد أولئك الذين يفرون من الوباء: «التقيت بعربات وخيول ممتلئة بالصغار، خوفًا من الوباء الأسود...» كانت الأحياء الحضرية داخل أسوار لندن من بين الأحياء الأكثر تضررًا من وباء عام 1563، وكانت المناطق الأكثر تضررًا هي أبرشية سانت بولكار، وممر فليت ديتش في تورنجين، وممر سيكول. كانت أبرشية سانت بولكار الأكثر تضرراً، حيث توجد كميات كبيرة من بضائع الفاكهة والقذارة في الممرات التي تجذب الفئران.
توفي طبيب بارز في لندن يُدعى الدكتور جينيس، اشتهر باسم جالينوس واستشهدت به الحكومة من أجله، في 23 يوليو/تموز بسبب الطاعون. أصيب طبيب آخر، هو الدكتور جون جونز، بالطاعون بعد أن مكث في منزل شخص مريض لكنه نجا من المرض. يروج الدكتور جونز لنظرية العدوى في كتابه Dyall of Auges، حيث كتب «أنا شخصياً مصاب بسبب أنني بقيت مع شخص كان يهرب منه». مع ارتفاع عدد القتلى في لندن، أصبح الخوف من الطاعون واضحًا في الديوان الملكي. في 21 أغسطس، صاغ اللورد بيرلاي أمر الملكة إليزابيث لإزالة السيدة كاثرين جراي وإيرل هيرتفورد من البرج، بسبب «الخوف الشديد من دخول [الطاعون] إلى برجنا المذكور.» بحلول نهاية أغسطس، كان ما يقرب من 1000 من سكان لندن يموتون في الأسبوع، وكانت لندن تعاني من حالة من الذعر على نطاق واسع. قررت إليزابيث والمجلس الملكي تجنب مدينة لندن تمامًا. نقلت الملكة الديوان الملكي إلى قلعة وندسور وأقامت حبل المشنقة في ساحة البلدة، مهددة بشنق كل من يتبعهم من لندن. لقد حظرت بحكمة نقل البضائع إلى وندسور من لندن، لأنها كانت تخشى العدوى أيضًا. كانت إليزابيث ملكة متدينة، وكتبت أيضًا إلى رئيس أساقفة يورك لتوصي بالصلاة والصوم العالميين للإسراع بـ «العلاج والتخفيف» من الطاعون في مملكتها. 

### ذروة الخريف وتراجع الشتاء
مات ما معدله 1449 شخصًا أسبوعياً بين السابع والعشرين من أغسطس والأول من أكتوبر، وبلغت ذروتها عند 1828 حالة وفاة بسبب الطاعون في لندن للأسبوع المنتهي في الأول من أكتوبر. أصدرت حكومة الملكة إليزابيث أوامر جديدة في 30 سبتمبر/أيلول تقضي بضرورة إغلاق أبواب ونوافذ جميع المنازل المصابة بأفراد مصابين، وعدم السماح لأي شخص بالداخل بالاتصال بأشخاص بالخارج لمدة 40 يومًا. قد يكون لهذا الحجر الصحي الصارم تأثير فوري، حيث انخفضت وفيات الطاعون في الأسبوع التالي بأكثر من 30 % إلى 1,262 للأسبوع المنتهي في 8 أكتوبر.[بحاجة لمصدر]
من الطبيعي خلال فاشيات الطاعون أن يهدأ المرض أو ينكسر في المجتمع خلال أشهر الشتاء، حيث تتراجع الجرذان والبراغيث عن الثلوج وتضعف مواردها. بحلول 2 ديسمبر، انخفض عدد الوفيات إلى 178 شخصًا في الأسبوع، وأصدر المجلس المشترك أمرًا بعدم إمكانية تأجير أي من المنازل التي كان فيها مرضى الطاعون. استمرت الحالات في الانخفاض إلى 13 حالة وفاة للأسبوع المنتهي في 21 يناير 1564 قبل أن يتبدد الطاعون من المدينة.